# Wavin’ Flag
«Wavin’ Flag» (в переводе с англ. — «Развевающийся флаг») — песня сомалийско-канадского исполнителя K’naan из альбома Troubadour 2009 года. Выпущенная в качестве сингла, она достигла второго места в канадском чарте. Специально собравшаяся супергруппа канадских исполнителей под именем Young Artists for Haiti записала кавер-версию, выпущенную в качестве благотворительного сингла, который достиг первой строки канадского хит-парада. Для международного релиза была записана версия песни с участием will.i.am и Дэвида Гетты. Песня также появилась на саундтреках видеоигр NBA 2K10 и 2010 FIFA World Cup South Africa.
Компания «Кока-кола» выбрала песню в качестве рекламного гимна Чемпионата мира по футболу 2010 года, прошедшего в ЮАР. Были выпущены англоязычная версия «Wavin’ Flag (Celebration Mix)» в исполнении K’naan, а также большое количество двуязычных и предназначенных для конкретных стран версий. Изданная перед началом чемпионата, новая версия «Wavin’ Flag» достигла первого места в Германии, Швейцарии и Австрии и второго — в Канаде, Италии, Великобритании и Ирландии. Англо-русскую версию Кейнан записал с Никитой Легостевым.

### Чарты
| Чарт (2010)               | Высшая позиция |
| ------------------------- | -------------- |
| Canada (Canadian Hot 100) | 2              |

## Young Artists for Haiti

### Список композиций
| №  | Название      | Длительность |
| -- | ------------- | ------------ |
| 1. | «Wavin' Flag» | 3:55         |

| №  | Название                                               | Длительность |
| -- | ------------------------------------------------------ | ------------ |
| 1. | «Wavin' Flag» (Live At Juno Awards 2010) (with K'naan) | 5:20         |

### Чарты

#### Недельные чарты
| Чарт (2010)                     | Высшая позиция |
| ------------------------------- | -------------- |
| Canada (Canadian Hot 100)       | 1              |
| Великобритания (OCC UK Singles) | 89             |

#### Годовые чарты
| Чарт (2010)               | Высшая позиция |
| ------------------------- | -------------- |
| Canada (Canadian Hot 100) | 19             |

### Сертификации
| Регион                                                       | Сертификация  | Продажи  |
| ------------------------------------------------------------ | ------------- | -------- |
| Канада (Music Canada)                                        | 3× Платиновый | 120 000* |
| * Данные о продажах приведены только на основе сертификации. |               |          |

## Coca-Cola Celebration Mix

### Чарты
| Чарт (2010)                          | Высшая позиция |
| ------------------------------------ | -------------- |
| Australia (ARIA)                     | 69             |
| Австрия (Ö3 Austria Top 40)          | 1              |
| Бельгия/Фландрия (Ultratop 50)       | 14             |
| Бельгия/Валлония (Ultratop 50)       | 10             |
| Чехия (Rádio — Top 100)              | 3              |
| Чехия (Singles Digitál Top 100)      | 76             |
| Дания (Tracklisten)                  | 16             |
| European Hot 100 Singles             | 1              |
| Франция (SNEP)                       | 2              |
| Германия (GfK)                       | 1              |
| Венгрия (Single Top 40)              | 7              |
| Ирландия (IRMA)                      | 2              |
| Израиль (Media Forest)               | 4              |
| Италия (FIMI)                        | 2              |
| Luxembourg Digital Songs (Billboard) | 1              |
| Нидерланды (Dutch Top 40)            | 2              |
| Нидерланды (Single Top 100)          | 3              |
| Норвегия (VG-lista)                  | 5              |
| Шотландия (OCC Scotland)             | 1              |
| Словакия (Rádio — Top 100)           | 4              |
| Испания (PROMUSICAE)                 | 2              |
| Spanish Airplay Chart                | 6              |
| Швейцария (Schweizer Hitparade)      | 1              |
| Швеция (Sverigetopplistan)           | 9              |
| Великобритания (OCC UK Singles)      | 2              |
| Великобритания (OCC UK Hip Hop/R&B)  | 1              |
| US Billboard Hot 100                 | 82             |

| Чарт (2010)                       | Позиция |
| --------------------------------- | ------- |
| Austria (Ö3 Austria Top 40)       | 4       |
| Belgium (Ultratop Flanders)       | 74      |
| Belgium (Ultratop Wallonia)       | 74      |
| Germany (Official German Charts)  | 6       |
| Italy (FIMI)                      | 34      |
| Netherlands (Dutch Top 40)        | 43      |
| Netherlands (Single Top 100)      | 11      |
| Sweden (Sverigetopplistan)        | 56      |
| Switzerland (Schweizer Hitparade) | 4       |
| UK Singles (OCC)                  | 43      |

## Celebration Mix

### Двуязычные версии
Для многих стран были созданы двуязычные версии «Wavin' Flag (Celebration Mix)». Первая двуязычная версия была записана K’naan и испанским певцом Давидом Бисбалем на английском и испанском языках и ориентировалась на испаноговорящие страны. Она получила название «Spanish Celebration Mix» и официально стала доступной для скачивания в феврале 2010. Для её продвижения был снят видеоклип. Другая версия, спетая на английском и арабском совместно с Нэнси Аджрам, мультиплатиновой ливанской певицей и представительницей Coca-Cola в Среднем Востоке, была выпущена во всех средневосточных странах.
Версии, выпущенные при содействии Coca-Cola для 2010 FIFA World Cup:
- Арабский мир: «Wavin' Flag/Shagga' Bi Alamak» by K’naan and Nancy Ajram[47]
- Бразилия: «Comemorar» by K’naan and Skank[48]
- Великий Китай: «Wavin' Flag» (кит. 旗开得胜) by K’naan, Jacky Cheung and Jane Zhang[49]
- Греция: «Wavin' Flag» by K’naan, Professional Sinnerz and Komis X[50]
- Индонезия: «Wavin' Flag (Semangat Berkibar)» by K’naan and Ipang[51]
- Испания/Латинская Америка: «Wavin' Flag (Bandera de Libertad)» by K’naan and David Bisbal.[52]
- Нигерия: «Wavin' Flag (Naija Remix)» by K’naan, Banky W. and M.I.(Jude Abaga).[53]
- Таиланд: «Wavin' Flag» by K’naan and Tattoo Colour.[54]
- Франция: "Wavin' Flag " by K’naan and Féfé[55]
- Япония: «Wavin' Flag» (яп. ウェイヴィン・フラッグ) by K’naan and Ai[56]

Неофициальные релизы, сотрудничающие с идеей кампании FIFA 2010 Coca-Cola:
- Венгрия: «Nálunk van a labda» — спортивные репортёры и телеведущие Венгерского телевидения[57]
- Вест-Индия: «Wavin' Flag» (DJ Power Remix) by K’naan and Machel Montano[58]
- Вьетнам: «Wavin' Flag» by K’naan and Phương Vy.[59]
- Гаити: «Wavin' Flag» by K’naan and MikaBen.[60]
- Индия (на хинди): «Wavin' Flag» by K’naan and Jasim[61]
- Италия: «Wavin' Flag» by K’naan, Mr. Blaza and MagicEmy[62]
- Монголия: «Wavin' Flag» — P.Bayartsengel, D.Anu, E.Solongo and E.Soyombo.[63]
- Россия: «Wavin' Flag» by K’naan and St1m.[64]
- Сомали: «Wavin Flag» by K’naan and Gulled Ahmed[65]
- Шри-Ланка: «Wavin' Flag/Ekama Irak Yata» by K’naan, remixed by Pradeep[66]